# Сено (Теруель)
Сено (ісп. Seno) — муніципалітет в Іспанії, у складі автономної спільноти Арагон, у провінції Теруель. Населення — 49 осіб (2010).
Муніципалітет розташований на відстані близько 290 км на схід від Мадрида, 85 км на північний схід від міста Теруель.

## Демографія
Динаміка населення (INE ):